# Леванцо
Лева́нцо (итал. Levanzo, сиц. Lèvanzu) — остров из группы Эгадских островов на западе Сицилии. Он является частью коммуны Фавиньяна в провинции Трапани области Сицилия.

## Географическая характеристика
Леванцо имеет площадь 5,82 км². Самая высокая точка — гора Пиццо-Монако, высота которой составляет 278 метров. На острове проживает 208 человек (2011). Жильё, в основном, находится в одноимённом острову населённом пункте вокруг крошечного порта (бухта Cala Dogana), что даёт возможность немного укрыться от шторма.

## Леванцо в древности
Древнее название острова — «Phorbantia», которое является названием растения, произрастающего там.
На Леванцо в пещере Гротта-дель-Геновезе сохранились древние рисунки и резьба на камне из раннего каменного века.